# 耶灵教堂
耶灵教堂是一座位于瓦埃勒市镇耶灵堂区（Jelling Sogn）的教堂。
现存的教堂修建于约公元1100年。此前在此处修建的三座木制教堂均被焚毁。国王蓝牙哈拉尔可能是为了纪念其父老高姆才修建此堂。

## 国王墓地

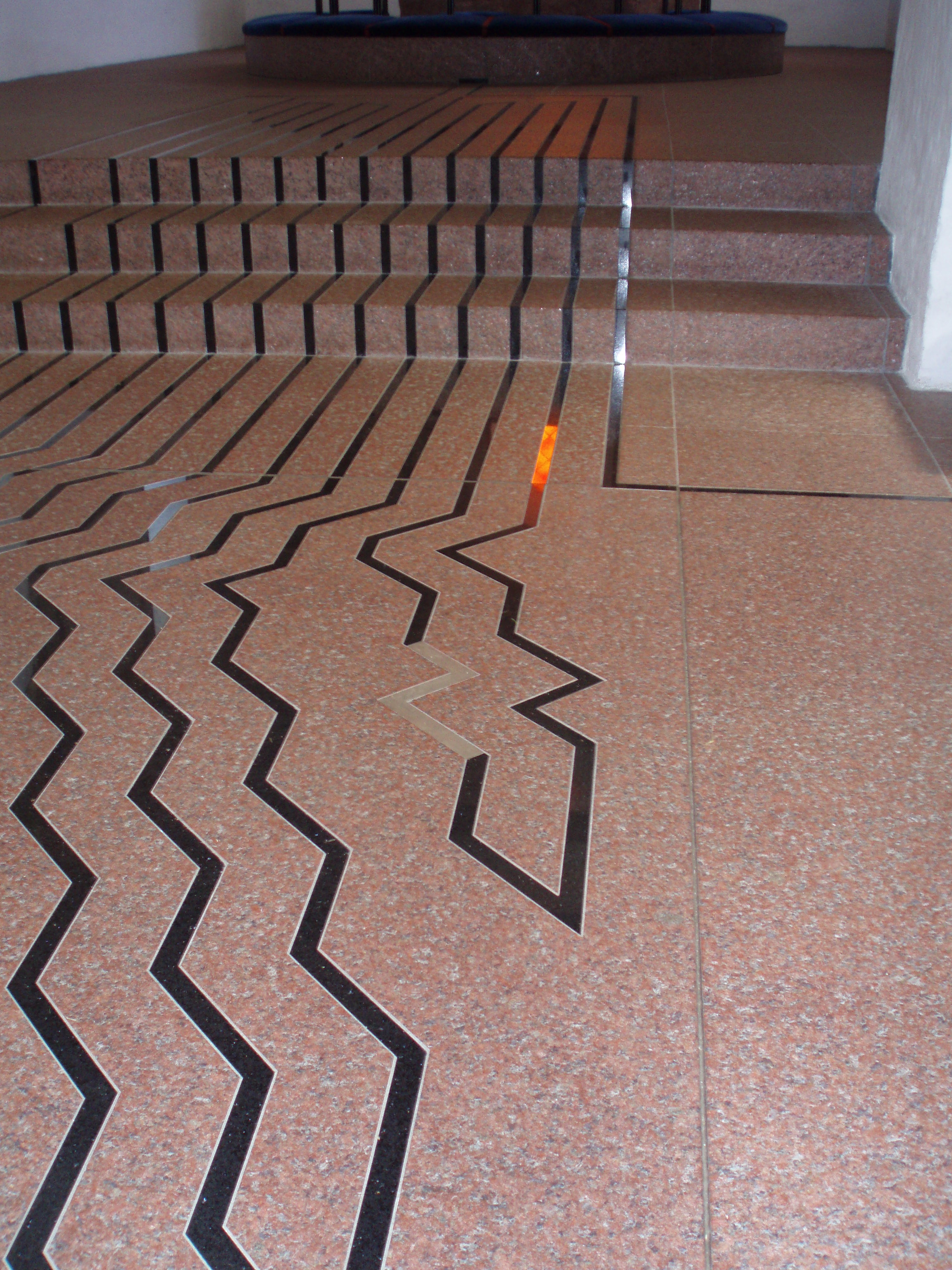
教堂内老高姆墓地的指示标记

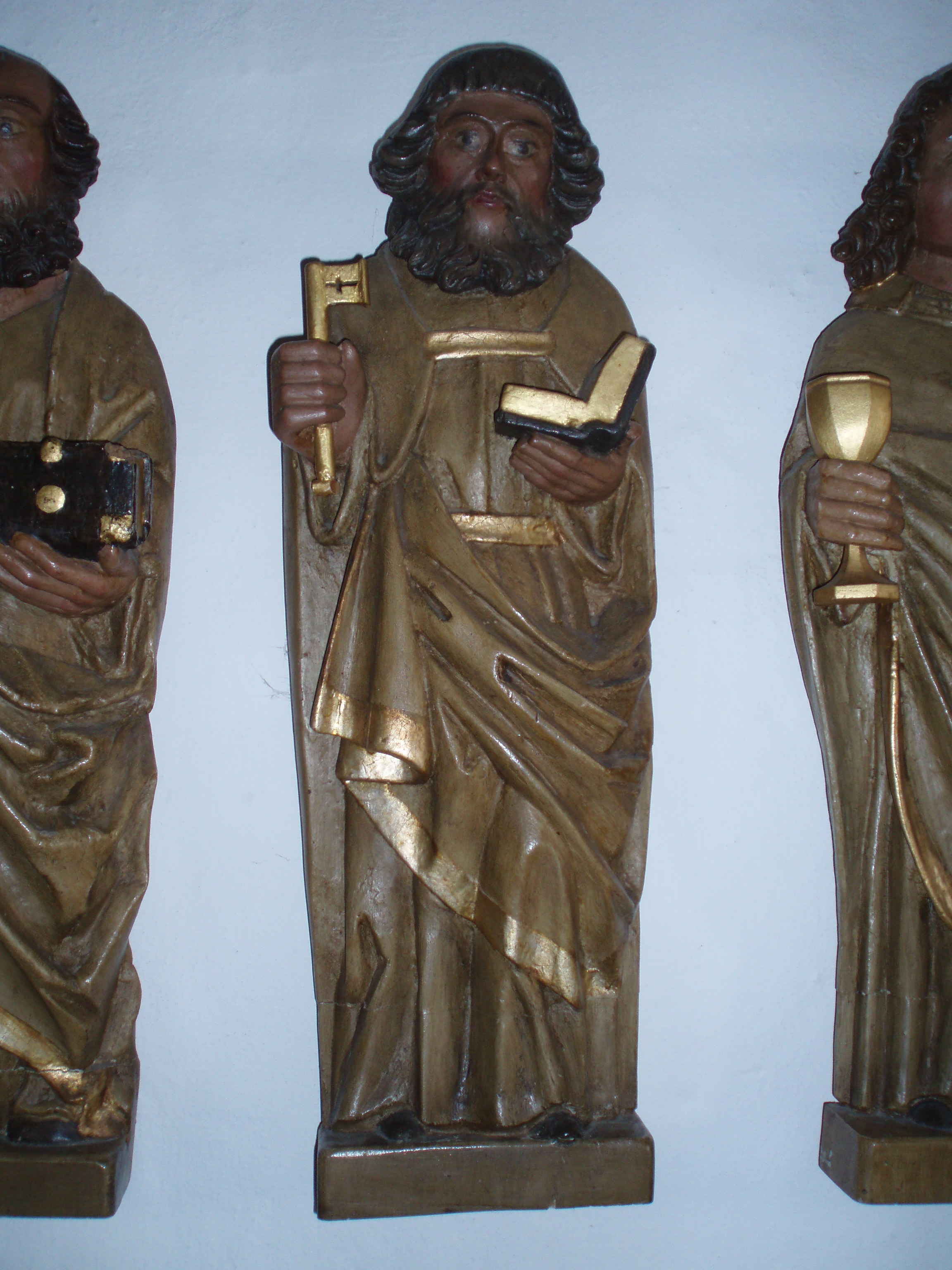
宗徒像中的圣伯多禄像，作于约1500年

在蓝牙哈拉尔皈依基督教后，他将其父自北方墓地迁入此教堂，以基督教方式安葬。2000年，在国家博物馆展示多年后，老高姆的遗体被重新安葬于该教堂诗班席。其位置以嵌于地板装饰上的纯银（Sterling silver）片指示。

## 室内

### 装修

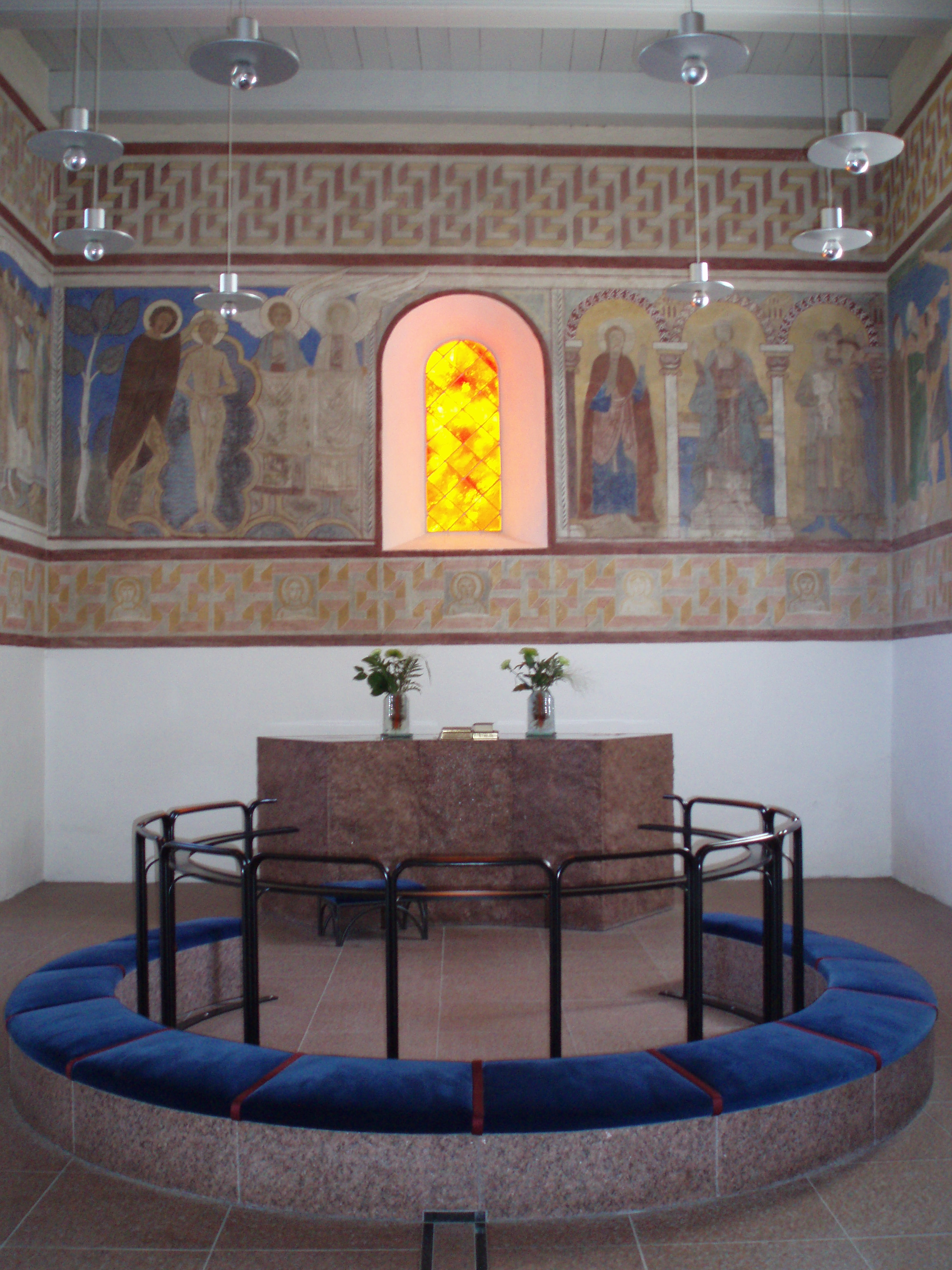
诗班席和祭台，背景为彩绘壁画与马赛克状窗户

通过2000年基金（År 2000 Fonden）的支持，该教堂被雕刻家（Billedhugger）约翰·拉尔森（Jørn Larsen）装修一新。装修包括墙壁、地板、窗户、长椅、灯具以及老物件和家具。地板是镶嵌有双臂伸向祭台的十字的瑞典花岗石。花窗玻璃表现了维京人见白基督的情景。

### 彩绘壁画
最初保存极差的彩绘壁画被Julius Magnus Petersen作于1875年的复本所取代。1920年代在sydvæggen内的壁画由Johan Thomas Skovgaard绘制。

### 讲道台
讲道台（英語：pulpit）建于1650年属文艺复兴风格。

### 宗徒像
在钟楼上有六幅作于约1500年的宗徒像和圣凯瑟琳的像。另外六幅宗徒像于1900年失踪，1970年又用六幅新像取代之。

## 世界遗产
该教堂于1994年与耶灵石和耶灵坟冢一起被列入UNESCO世界遗产名录。